# ペン回し伝説 スピナーキング翼
『ペン回し伝説スピナーキング翼』（ペンまわしでんせつスピナーキングつばさ）は、いそうなおきによる日本の漫画作品。『月刊コミックブンブン』（ポプラ社）にて、2008年11月号から2009年9月号まで連載された。

## 概要
ペン回しを題材とした漫画作品。ただし、現実的なものではなく、摩擦熱で炎を放つなど、荒唐無稽な技で競う内容となっている。
主人公がペン回しの大会に出場し、ペン回しによる世界征服を企む「裏スピナー」の野望を打ち砕くまでを描く。
掲載誌休刊間際の連載作品だったため単行本は出版社からは発売されず、2011年8月21日に著者の自費出版という形で発行された。また、2019年12月13日にはゴマブックスより電子書籍として発行されている。

## 登場人物

### 主要登場人物
上飛 翼（うえと つばさ）
主人公。世界中のスピナーの頂点に立つ「スピナーキング」を目指す少年。「ファイヤーフェニックス」等、ペンを回す際の摩擦熱で炎を起こして放つフリースタイルを用いる。ペンショップ「ぶんぶん堂」の常連。
黒沢 大牙（くろさわ たいが）
第2話から登場した翼のライバル。翼と同じく「ぶんぶん堂」の常連。ただし、他人と群れるのを嫌い、開店直後か閉店間際にしか来ていなかったため、それ以前は翼とは面識が無かった。ペン回しでかまいたちのような風を起こす技を得意とし、必殺フリースタイルは「疾風タイガー」。
京極 全（きょうごく すべて）
翼のライバルの一人。第3話にシルエットのような形で初登場し、第5話でも1コマのみ出て、第6話から本格的に登場。スピニングを地面に激突させ、爆風の拳を放つ「ギガボンバー」等の必殺フリースタイルを持つ。当初はペン回しの力で世界を手中に収める事を狙う集団「裏スピナー」の一員だった。PSG関東大会決勝トーナメント決勝戦で翼と対戦。勝負の中で技を進化させる翼を目の当たりにし、力で相手を叩きのめすだけの裏スピナーが間違っている事に気づく。その後は、「仲間になった訳じゃない」と言いつつも共闘し、最終回では翼や大河とともに裏スピナーの王・カイザーに立ち向かった。
店長
翼や大河の行きつけのペンショップ「ぶんぶん堂」の店長。いつも動物の着ぐるみを着ており、素顔は一度も登場しない。翼たちの勝負を見守っており、作中では主に技の説明役を務める。

### ライバルたち
スピナーエレキの雷（スピナーエレキのらい）
第1話に登場。腕をこすった摩擦で静電気を起こし、それを放つ必殺フリースタイル「サンダーブレード」を用いる。その技を使いあちこちの町でスピナー達のペンを破壊してきた。破壊する100本目のペンとして翼を狙うも敗れ、再戦を望む発言をして去っていった。以降、登場しない。
豪田（ごうだ）
第3話に登場。PSG関東大会予選にて、翼が会場に到着した時点で8位で、決勝トーナメント進出ギリギリの順位だった。翼が出場すると予選落ち濃厚だったため、100人以上いる手下を使い翼の来場を邪魔した。翼のライバル的ポジションの登場人物のうち唯一、ペン回しでの対戦をしていない。
七海原 舞（なみはら まい）
PSG関東大会本戦トーナメントにて、翼の1回戦の対戦相手。女性。第3話にシルエットで初登場し、第4話で本格的に登場。夢はアイドルになる事で、日本初のスピナーアイドルを目指してPSGに出場した。空中を舞いながらスピニングをするフリースタイルを得意とする。
劉邦 神（りゅうほう しん）
PSG関東大会本戦トーナメント1回戦にて大牙を破った、翼の2回戦の対戦相手。第3話にシルエットで初登場し、第5話で本格的に登場。気功を採り入れたと称する、手の甲でペンを回す、ペンが勝手に回転方向を変える、翼のファイヤースピニングを無効化する、等の技を使う。ただし、いずれもペンにモーターを仕込んだり水をばらまいて湿度を上げたり、等のインチキだった。スピナーセンサーでの採点で翼に敗れた後、転倒し落としたペンが分解した事で不正も露見した。第3話にて京極と一緒に登場している事から、裏スピナーの一員のようだが、作中での言及はない。
烏魔 撃（からすま げき）
第7話で1コマのみ出て、第8話にて本格的に登場。PSG山陽大会優勝者で、全国大会予選ラウンドでの翼の最初の対戦相手で裏スピナー。指の間をペンが駆け回り、キャタピラのような力強さの砲撃を放つフリースタイルを使う。ただし、その技は大牙いわく「見た目は激しいが砂ぼこりが舞うだけの軽いスピン」であり、翼には全く歯が立たなかった。実際には関東地区在住だが、京極には勝てないためわざわざ山陽地区大会に出た、との事。なお、山陽大会準優勝の名前不明の弟も登場している。
音羽 本丸（おとわ ほんまる）
第9話に登場した、PSG全国大会予選ラウンドでの翼の2人目の対戦相手で、裏スピナー。リコーダーのように穴が開いたペンを用い、音で攻撃するフリースタイルを用いる。スピニングで煙を出し音を視覚化した翼の策に敗れる。
カイザー
第10話および最終回に登場した、裏スピナーの総帥。「新世紀スピナー革命」と銘打ち、全てのペンを裏スピナーの支配下に置く事を目論み、PSG全国大会の決勝会場を制圧する。ペン回しで竜巻を起こし相手を吹き飛ばす技を用いるも、落下を利用してより強力なファイヤースピニングを繰り出す翼にペンを燃やされて敗れ去る。

### その他
スピナーキング
第3話、翼の夢の中の回想シーンに登場。羽織袴の上に、「回転王」と縦書きされた腰丈のマントを羽織っている。火事になった自宅に、父の形見のペンを取りに戻った翼を助けに入り、「メガトンハリケーン」という技で炎を吹き飛ばし、翼とともに脱出した。この件をきっかけに、翼は「スピナーキング」という存在にあこがれるようになった。
審判
PSG関東大会本戦トーナメントおよび全国大会予選ラウンドで、ルール説明や実況を担当した、スーツ姿にサングラスをした人物。翼には「審判さん」と呼ばれているが、勝敗はスピナーセンサーによる採点で決しており、劉邦神の不正を見抜けていない等、審判としての役割は果たしていない。

## 用語
フリースタイル
作中のペン回しで用いられる、各スピナーの独自の技。見た目を競うだけでなく、物理的な攻撃力を伴うものが多い。
スピナーセンサー
ペン回しの技の難易度を認識して点数化する装置。スピナーが腕時計のように右腕に装着する。それ自体に得点が表示できるほか、リモコンアクセスと称して他のディスプレイやパソコン等で得点表示することも可能。採点の最大桁数は7桁で、測定限界を超えると壊れて爆発する。
ペンスピナーグランプリ
ペン回しの技能を競う大会。全国を12の地区に分けた地区大会および、その優勝者・準優勝者が出場できる全国大会がある。作中では、勝敗の判定にスピナーセンサーを初めて用いた、第32回の関東および全国大会が描かれる。